# Hendrik XXXIV van Schwarzburg
Hendrik XXXIV (Sondershausen, 7 augustus 1507 - Frankenhausen, 10 januari 1537) was regerend graaf van Schwarzburg uit de linie Schwarzburg-Blankenburg. Tussen 1533 en zijn dood regeerde hij over Schwarzburg-Frankenhausen, een deel van het Schwarzburger Unterherrschaft, met als hoofdstad Frankenhausen. Hij overleed kinderloos en werd opgevolgd door zijn oudere halfbroer, Günther XL.

## Biografie
Hendrik XXXIV was het enige kind van Hendrik XXXI, uit diens tweede huwelijk met Anna van Nassau-Wiesbaden. Tijdens de Boerenoorlog in 1525 had zijn vader de regering over het Unterherrschaft overgedragen aan zijn oudste zoon uit zijn eerste huwelijk, Günther XL. Günther XL had zich tijdens de oorlog aangesloten bij de opstandelingen. Toen de opstandige boeren en burgers in de Slag bij Frankenhausen vernietigend door verslagen werden, bezette hertog George van Saksen het Schwarzburgse Frankenhausen. Pas in 1530 kregen Günther XL en Hendrik XXXIV de stad terug, onder voorbehoud dat zij de stad voor het katholicisme zouden behouden.
Hendrik XXXIV woonde sinds 1528 in Frankenhausen, waar hij naartoe verhuisde toen zijn halfbroer Günther XL in het huwelijk trad. In 1531 trouwde Hendrik zelf met Margaretha van Schönberg. De Schönbergers waren een adeldijk geslacht uit Saksen, die veel hoge ambten bekleedden in naam van hertog George. In 1533 besloten Günther XL en Hendrik XXXIV hun gebieden onder elkaar te verdelen. De deling werd onder toeziend oog van hertog George aan diens hof in Dresden uitgevoerd. Volgens Saksische recht had Günther XL als oudere broer de gebieden verdeeld, waarna Hendrik XXXIV als eerste zijn deel mocht kiezen. Hendrik koos voor de rijke Frankenhausen. Sondershausen viel daardoor aan Günther.
Al in 1533 begon Hendrik aan de bouw van een nieuw paleis in Renaissance-stijl in Frankenhausen, waarvoor een deel van de in de Boerenoorlog beschadigde middeleeuwse burcht in de stad afgebroken moest worden. In 1536 kwam Hendrik in conflict met de steng katholieke hertog George van Saksen toen hij een Lutherse predikant in Oberkirche van Frankenhausen wilde benoemen. Vanwege de tegenstand van de Saksische hertog kon Hendrik pas een jaar later het Lutheranisme als staatsgodsdienst in zijn gebieden doorvoeren. Hendrik stierf onverwacht en kinderloos in 1537. Zijn halfbroer Günther XL volgde hem op, zodat het Schwarzburger Unterherrschaft weer verenigd werd.

## Huwelijk
Hendrik trouwde op 4 of 17 maart 1531 met Margaretha, een dochter van de Saksische edelman Caspar de Oudere van Schönberg. Hun huwelijk bleef kinderloos.